# Tool
Tool és una banda estatunidenca de rock formada el 1990 a Los Angeles. La seua formació actual està composta per Maynard James Keenan (cantant), Adam Jones (guitarra), Justin Chancellor (baix) i Danny Carey (bateria).

## Membres

### Membres actuals
- Maynard James Keenan: cantant.
- Adam Jones: guitarra.
- Justin Chancellor: baix.
- Danny Carey: bateria.

### Antics membres
- Paul D'Amour: baix.

## Discografia
- Opiate [EP] - 1992 (Zoo)
- Undertow - 1993 (Zoo)
- Ænima - 1996 (Volcano)
- Salival - [CD/DVD] 	2000 (Volcano)
- Lateralus - 2001 (Volcano)
- 10,000 Days - 2006 (Volcano)
- Fear Inoculum - 2019 (RCA)